# Líder da Oposição (Portugal)
Líder da Oposição em Portugal é a designação habitual para referir ao político que lidera o maior partido da oposição parlamentar na Assembleia da República.
Historicamente, na Terceira República Portuguesa, a liderança da oposição tem sido quase sempre repartida entre o Partido Social Democrata e o Partido Socialista, com exceção de entre 1983 e 1985, quando o Partido Comunista Português era a principal oposição, contudo, nas eleições legislativas de 2025, o Chega ultrapassou o Partido Socialista em número de deputados, tornando-se na segunda maior força política do país na XVII Legislatura. O atual líder da oposição é André Ventura.
O Partido Social Democrata (PPD/PSD) e o CDS – Partido Popular (CDS-PP) detêm um governo de coligação minoritário. A Oposição é constituída pelo Chega (CH), Partido Socialista (PS), Iniciativa Liberal (IL), Livre (L), Partido Comunista Português (PCP), Bloco de Esquerda (B.E.), Pessoas-Animais-Natureza (PAN) e Juntos pelo Povo (JPP).
O líder da oposição tem um lugar de destaque, sendo o 8.º no protocolo do Estado Português e é, por costume, eleito Conselheiro de Estado pela Assembleia da República. O seu principal poder reside na sua anuência ser necessária para diversas decisões parlamentares, como revisões constitucionais, que carecem de uma maioria qualificada de 2/3 dos votos de deputados para ser aprovadas.

## Funções
O líder da oposição figura em oitavo lugar na ordem de precedência no Protocolo de Estado Português, onde é referido como o "presidente ou secretário-geral do maior partido da oposição".
Para além do inerente destaque mediático, o líder da oposição exerce primordialmente a sua função no âmbito do Estatuto do Direito de Oposição, o qual assegura diversos direitos de informação, consulta prévia e participação.
Como era comum até 2025 o PSD e o PS terem cada um mais de 1/3 dos deputados na Assembleia da República, para todas as decisões parlamentares que carecem de 2/3 dos votos dos deputados é necessária, além do partido no Governo, igualmente a anuência do líder da oposição:
- Revisões constitucionais
- Revisão das leis eleitorais
- Confirmação de leis orgânicas vetadas pelo Presidente da República
- Eleição do Provedor de Justiça
- Eleição de Juízes do Tribunal Constitucional
- Eleição do Presidente do Conselho Económico e Social
- Eleição de Vogais do Conselho Superior da Magistratura
- Eleição de Vogais do Conselho Superior do Ministério Público

## Fim do mandato
O mandato do líder da oposição cessa aquando da nomeação para primeiro-ministro, da demissão da liderança do seu partido ou se o seu partido deixar de ser o segundo partido entre os partidos da oposição, bem como em caso de morte ou graves problemas de saúde que o impeçam de prosseguir as suas funções.

## Atuais líderes da oposição regionais
| Região Autónoma | Partido | Partido            | Líder da oposição |
| --------------- | ------- | ------------------ | ----------------- |
| Açores          |         | Partido Socialista | Francisco César   |
| Madeira         |         | Juntos pelo Povo   | Élvio Sousa       |

## Titular
O titular do posto é, na XVII Legislatura, André Ventura, que chefia o maior partido de oposição, o Chega, ao XXV Governo Constitucional.

## Antigos líderes da oposição vivos
Existem dezasseis antigos líderes da oposição vivos:

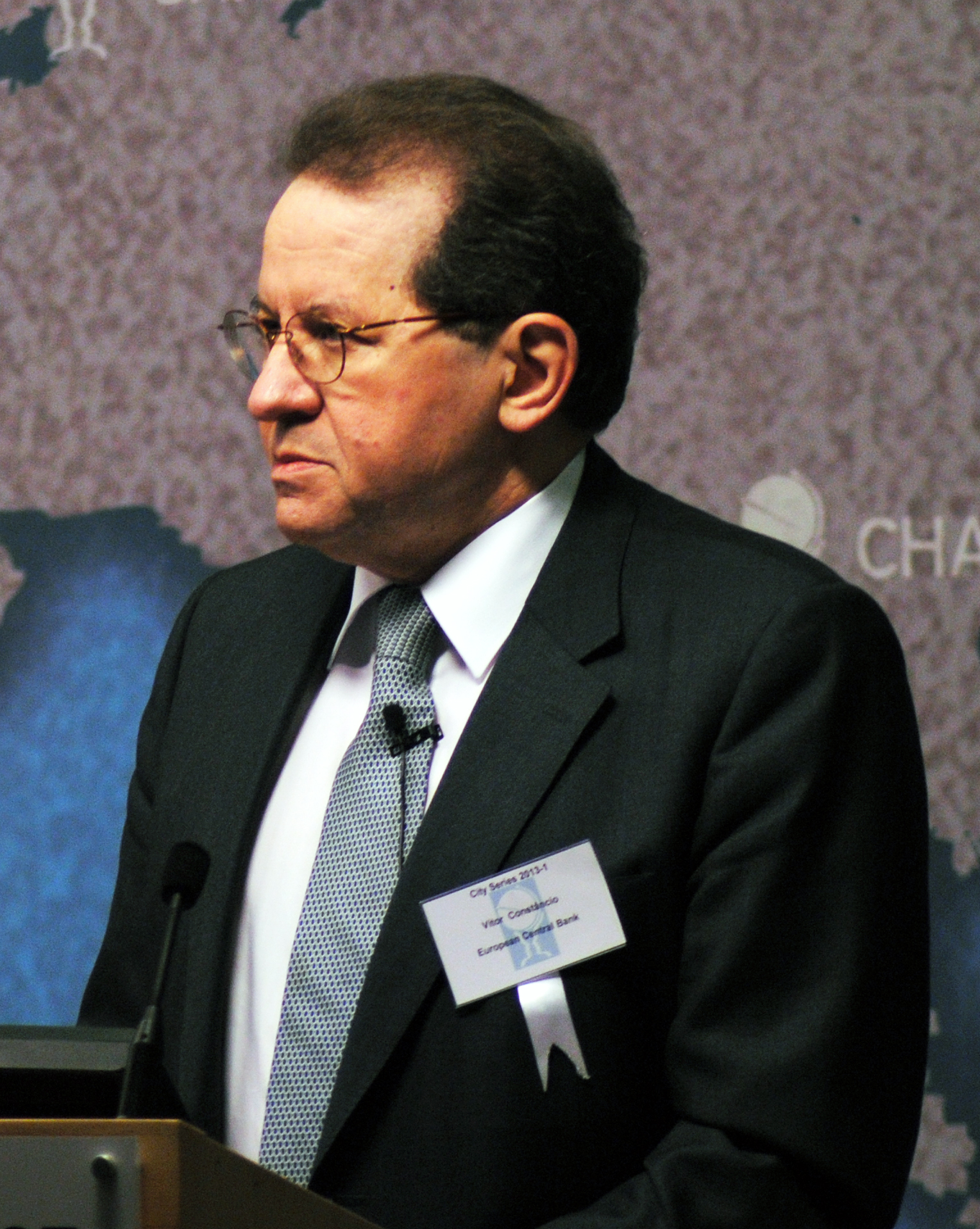
Vítor Constâncio GCC • GCIH (1986–1988) 12 de outubro de 1943 (81 anos)
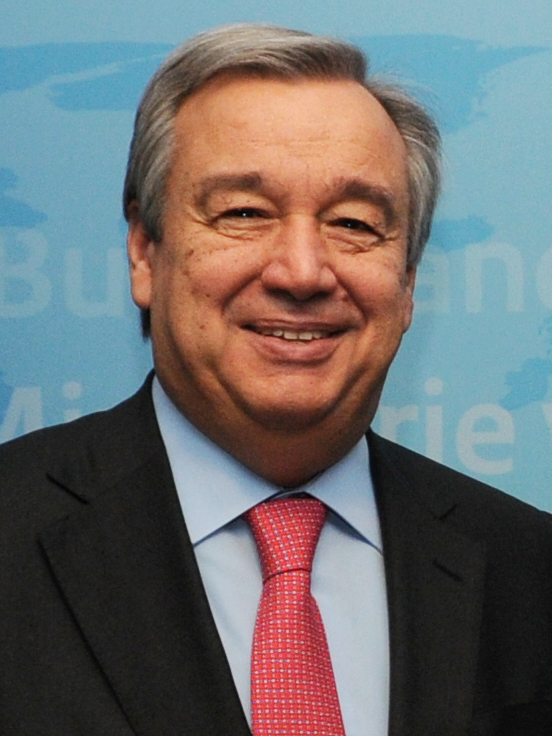
António Guterres GCC • GCL (1992–1995) 30 de abril de 1949 (76 anos)
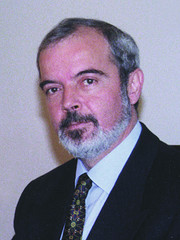
Fernando Nogueira (1995–1996) 26 de março de 1950 (75 anos)
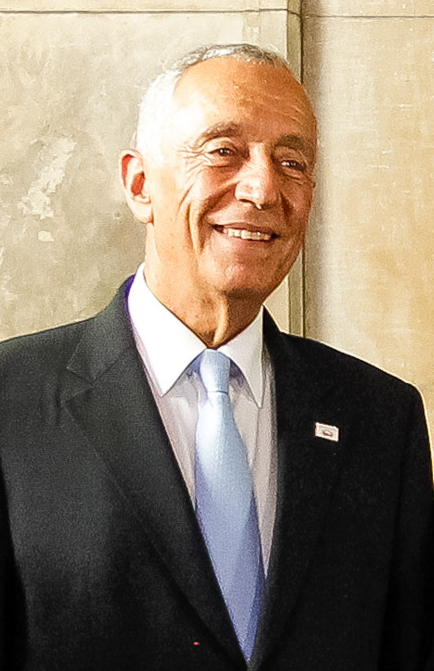
Marcelo Rebelo de Sousa BTO • ComSE • GCIH (1996–1999) 12 de dezembro de 1948 (76 anos)
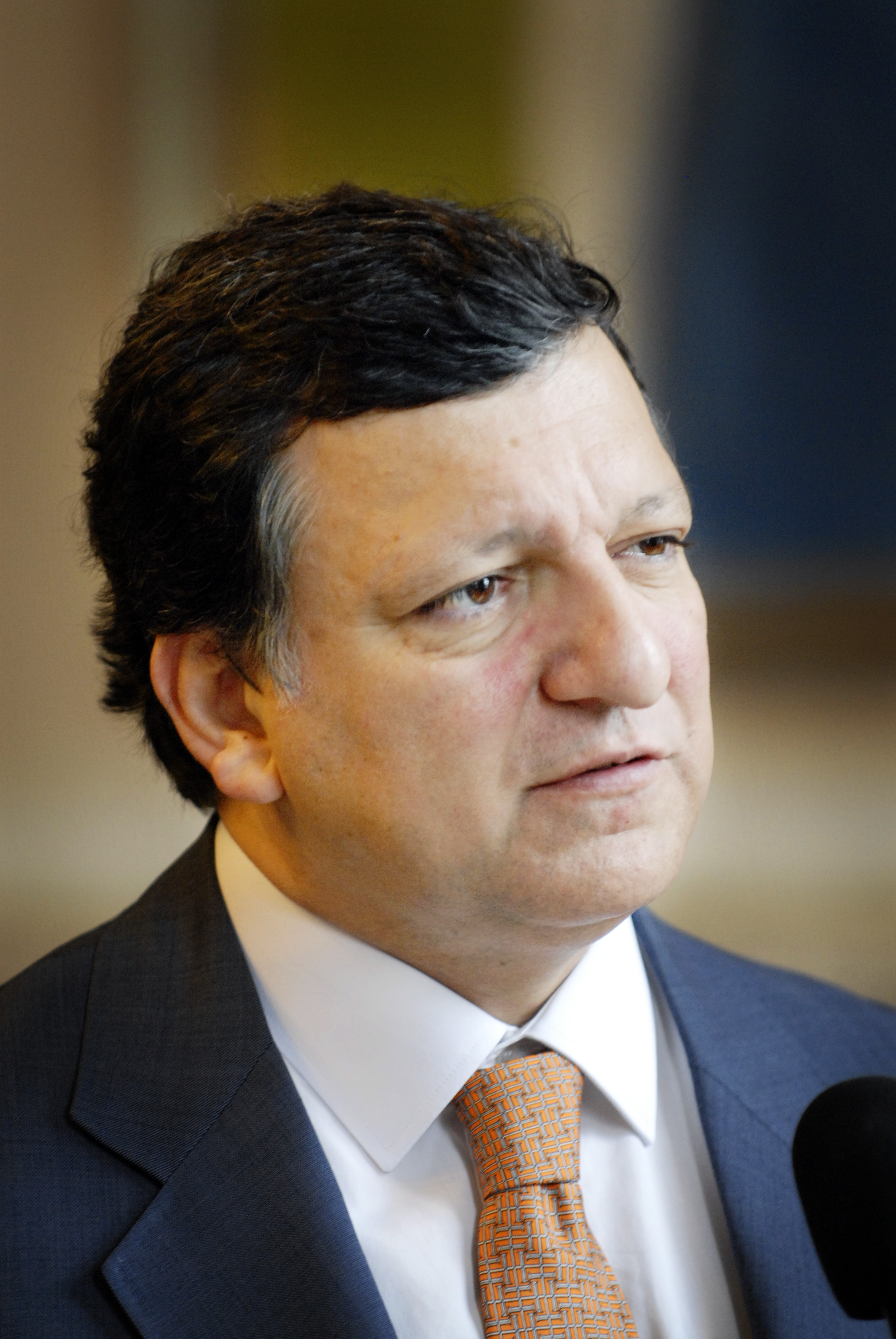
José Manuel Durão Barroso GColIH • GCC • CvGDM • GCMM (1999–2002) 23 de março de 1956 (69 anos)
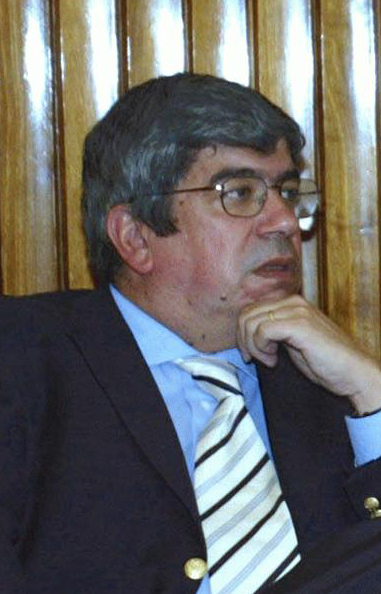
Eduardo Ferro Rodrigues GCL (2002–2004) 03 de novembro de 1949 (75 anos)
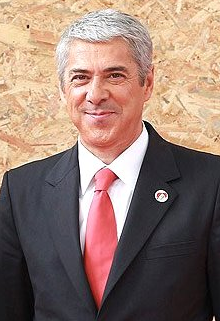
José Sócrates GCIH (2004–2005) 06 de setembro de 1957 (67 anos)
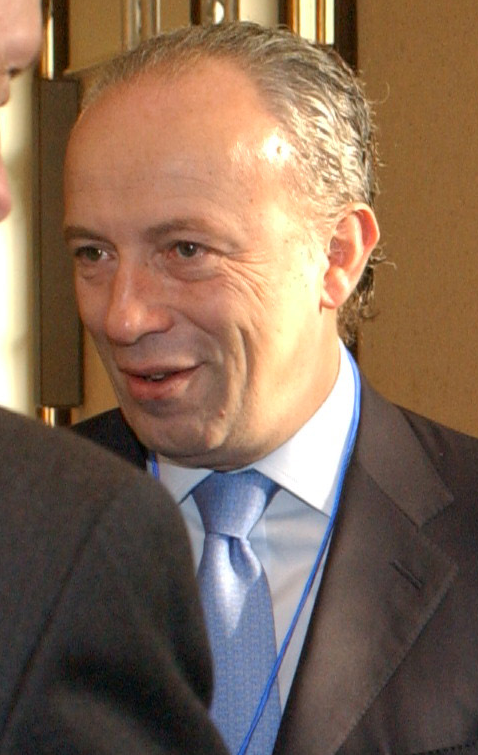
Pedro Santana Lopes GCC (2005) 29 de junho de 1956 (69 anos)
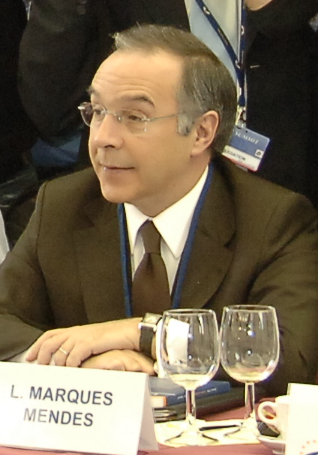
Luís Marques Mendes GCIH (2005–2007) 05 de setembro de 1957 (67 anos)
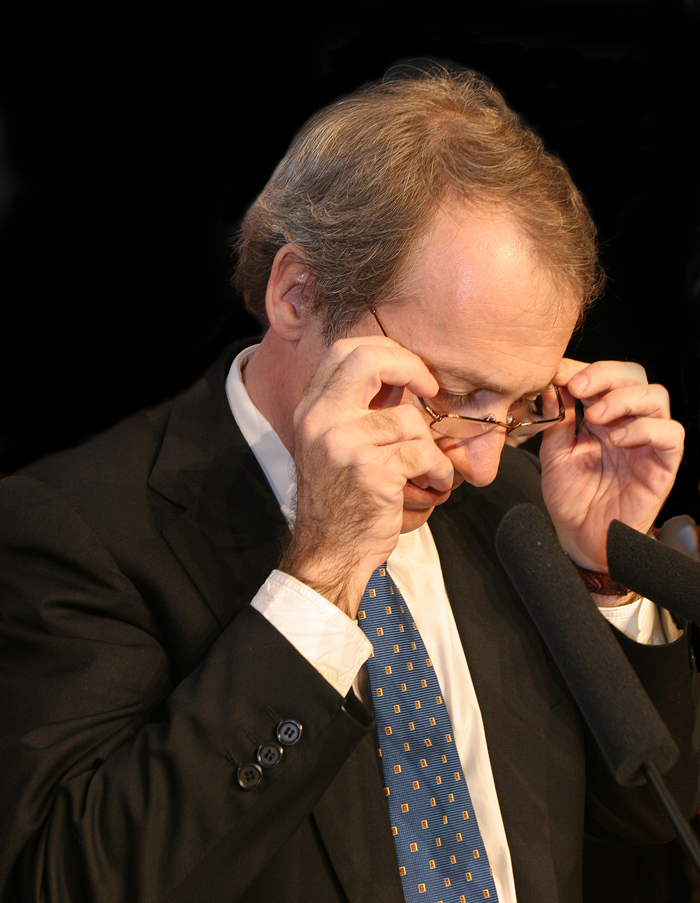
Luís Filipe Menezes (2007–2008) 02 de novembro de 1953 (71 anos)
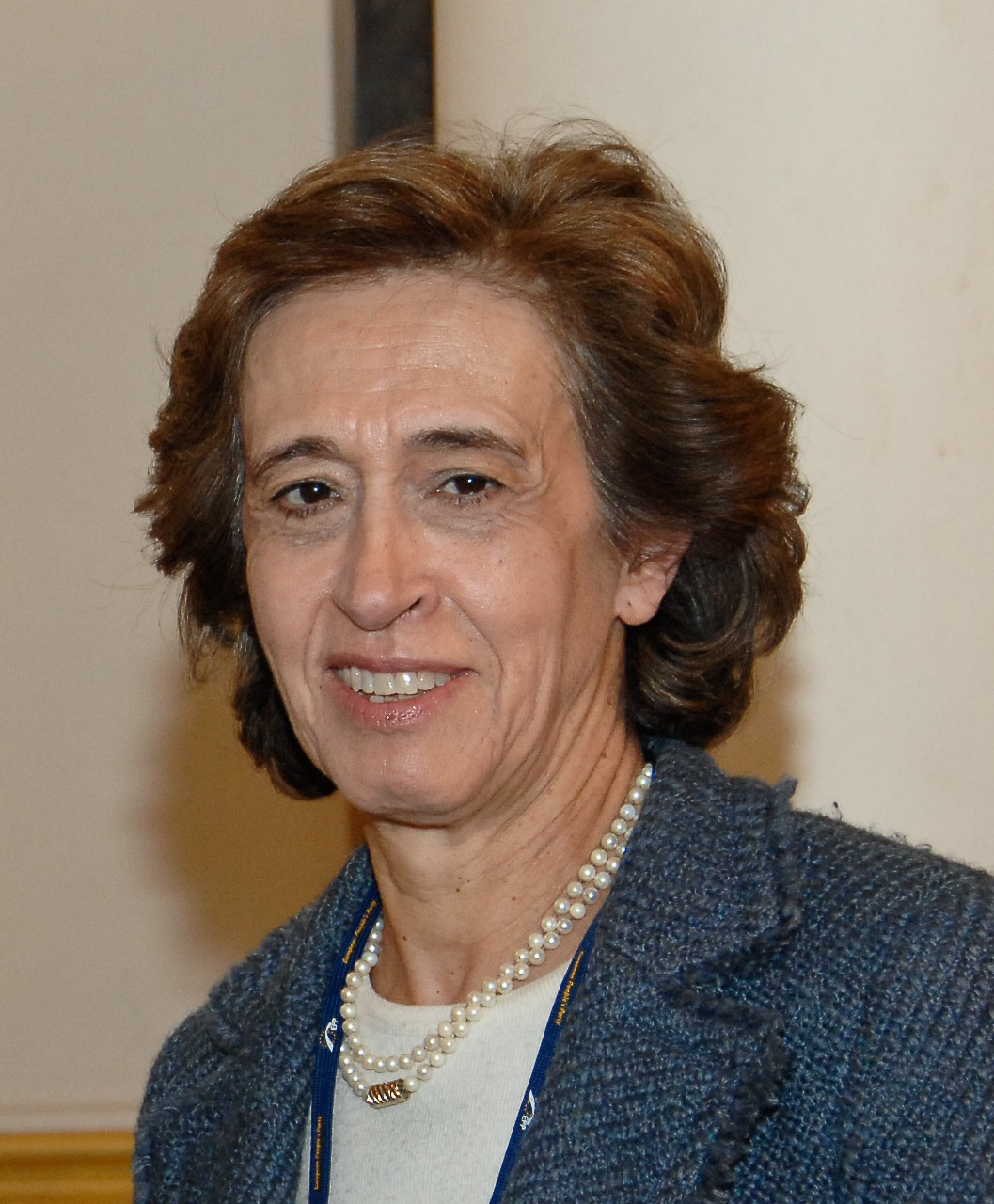
Manuela Ferreira Leite GCC • GCIH (2008–2010) 03 de dezembro de 1940 (84 anos)
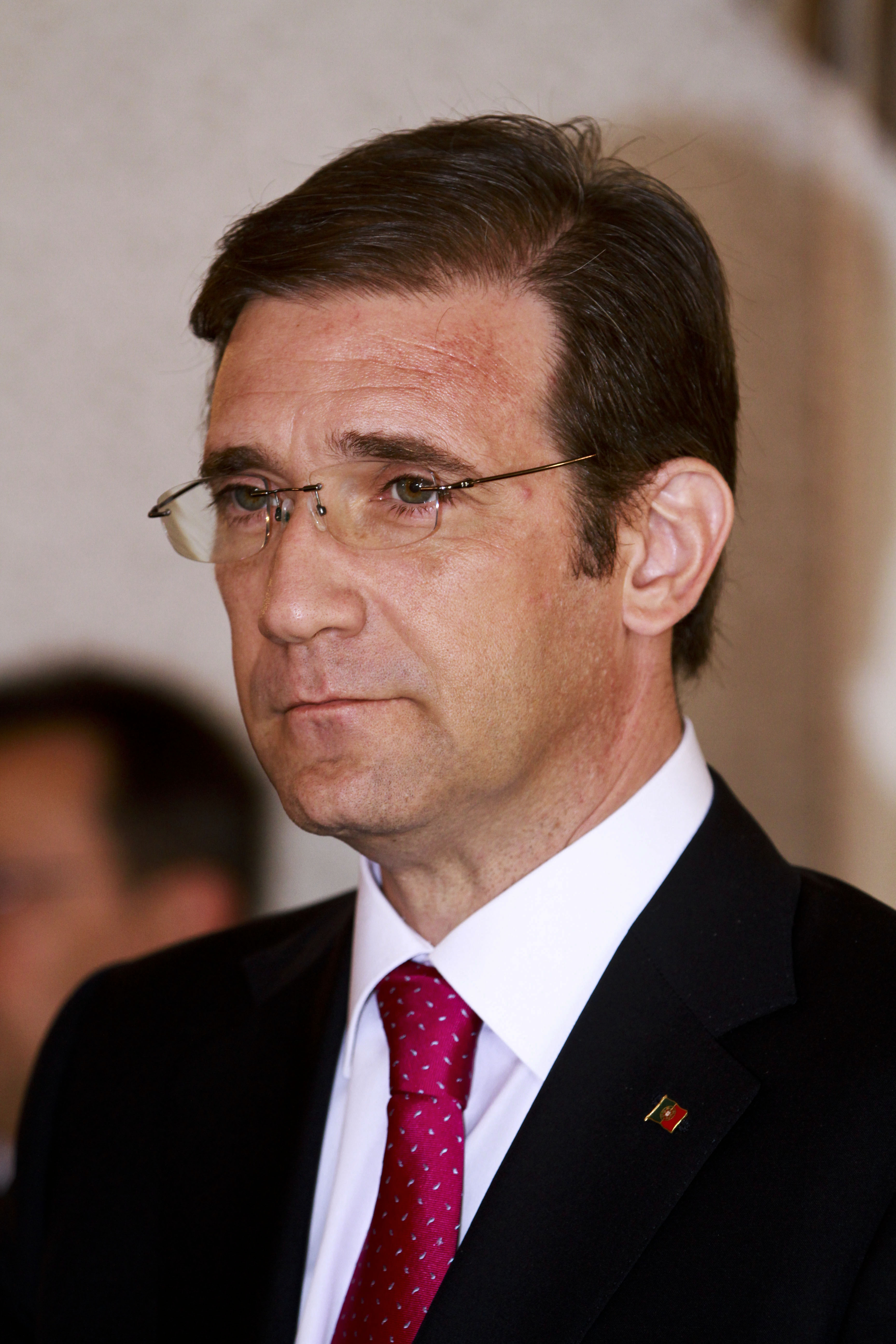
Pedro Passos Coelho (2010–2011; 2015–2018) 24 de julho de 1964 (60 anos)
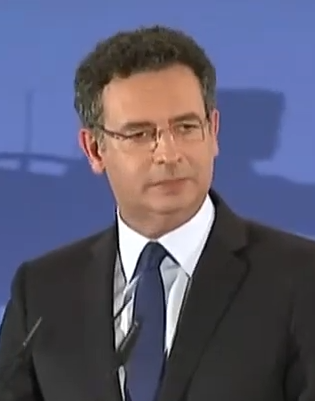
António José Seguro (2011–2014) 11 de março de 1962 (63 anos)
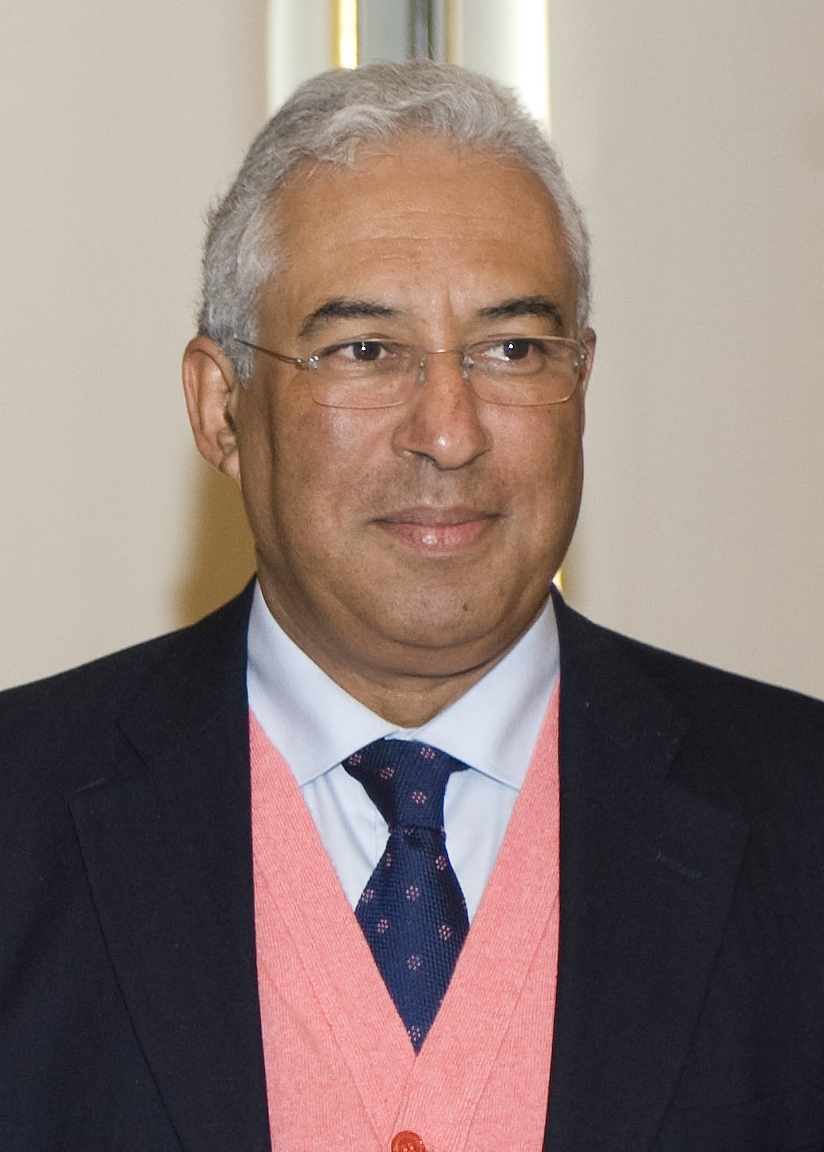
António Costa GCIH (2014–2015) 17 de julho de 1961 (64 anos)
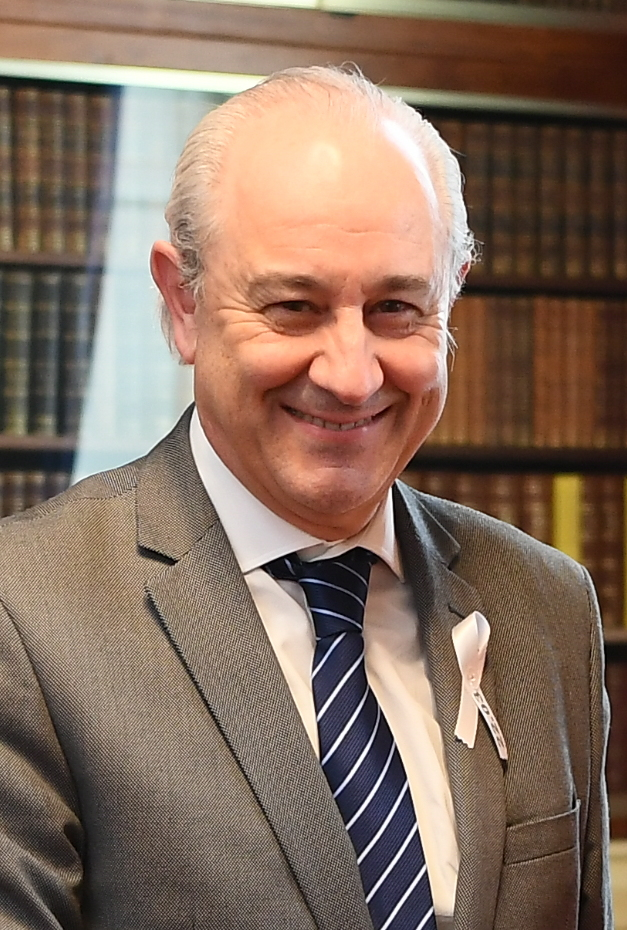
Rui Rio GCIH (2018–2022) 06 de agosto de 1957 (67 anos)
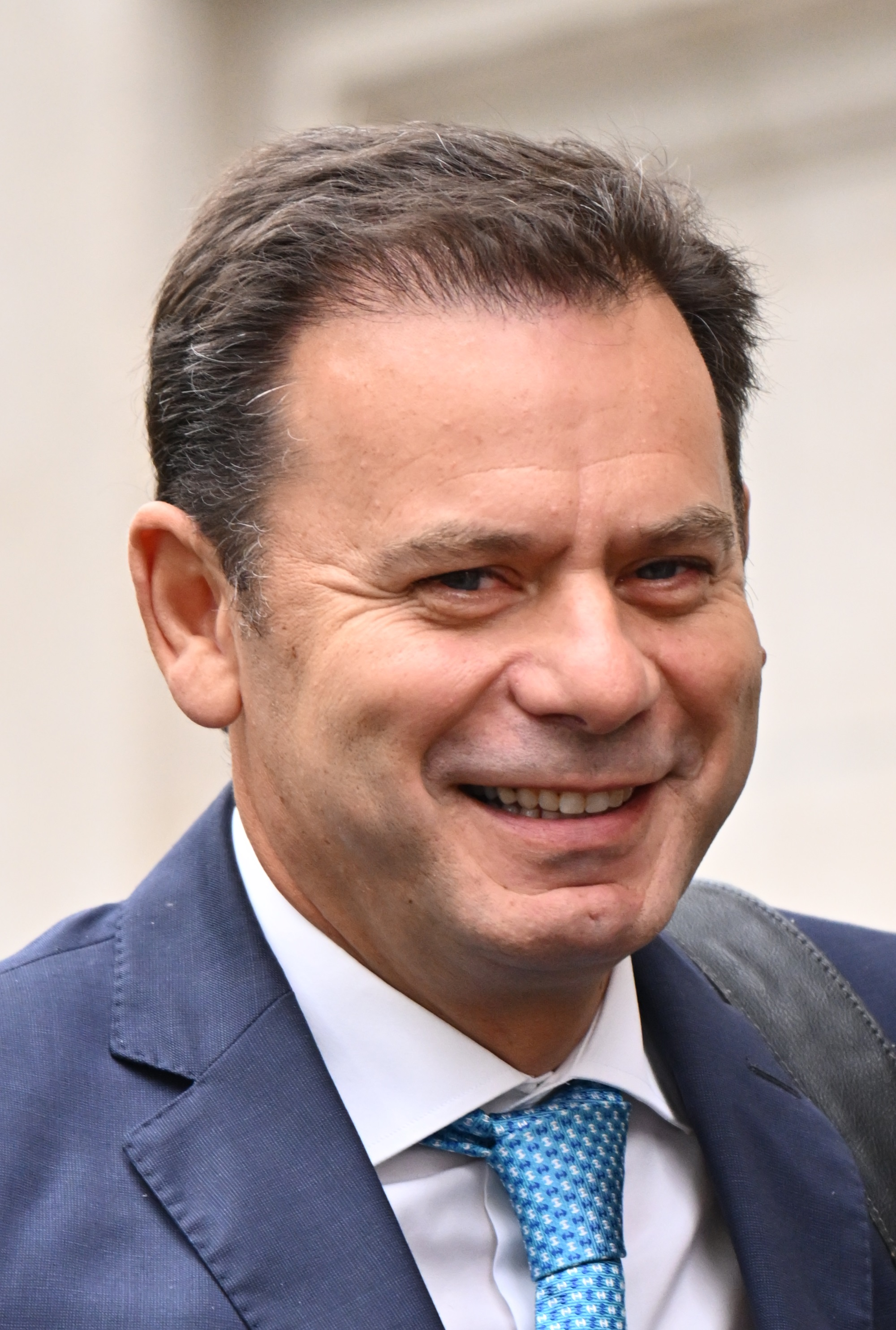
Luís Montenegro GOLH (2022–2024) 16 de fevereiro de 1973 (52 anos)
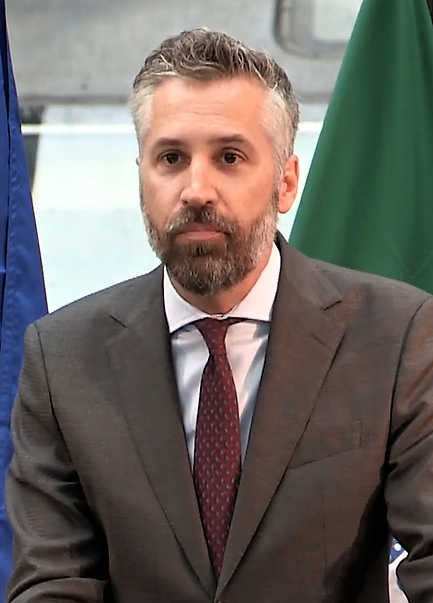
Pedro Nuno Santos (2024-2025) 13 de abril de 1977 (48 anos)